# Edward Adams
Edward Joseph Adams (ur. 24 sierpnia 1944 w Filadelfii) – amerykański duchowny rzymskokatolicki, dyplomata watykański, arcybiskup, nuncjusz apostolski w Bangladeszu w latach 1996–2002, nuncjusz apostolski w Zimbabwe w latach 2002–2007, nuncjusz apostolski na Filipinach w latach 2007–2011, nuncjusz apostolski w Grecji w latach 2011–2017, nuncjusz apostolski w Wielkiej Brytanii w latach 2017–2020.

## Życiorys
16 maja 1970 otrzymał święcenia kapłańskie z rąk Johna Króla i został inkardynowany do archidiecezji Filadelfii. W 1974 rozpoczął przygotowanie do służby dyplomatycznej na Papieskiej Akademii Kościelnej. 
24 sierpnia 1996 został mianowany przez Jana Pawła II nuncjuszem apostolskim w Bangladeszu oraz arcybiskupem tytularnym Scala. Sakry biskupiej 23 października 1996 udzielił mu ówczesny Sekretarz Stanu Angelo Sodano. 
W 2002 został przeniesiony do nuncjatury w Zimbabwe. W latach 2007–2011 reprezentował Watykan na Filipinach. 22 lutego 2011 został mianowany nuncjuszem apostolskim w Grecji.
8 kwietnia 2017 został przeniesiony do nuncjatury apostolskiej w Wielkiej Brytanii. 31 stycznia 2020 przeszedł na emeryturę.